# Koravangala, Hassan
Koravangala là một làng thuộc tehsil Hassan, huyện Hassan, bang Karnataka, Ấn Độ.